# ناحیه هامبولت، شهرستان کولز، ایلینوی
ناحیه هامبولت، شهرستان کولز، ایلینوی (به انگلیسی: Humboldt Township) یک منطقهٔ مسکونی در ایالات متحده آمریکا است که در شهرستان کولز، ایلینوی واقع شده‌است. ناحیه هامبولت ۱٬۳۴۱ نفر جمعیت دارد و ۲۰۴ متر بالاتر از سطح دریا واقع شده‌است.